# Чилула
Чилула (на английски: Chilula) е малко Калифорнийско индианско племе културно и езиково свързано с хупа и вилкут, с които споделяли и общи бит, обичаи и религиозни вярвания. Преди европейския контакт живеят в долната част на Редууд Крийк в 22 села, които са идентифицирани и наброяват около 500 – 600 души. На белите стават известни като Балд Хилс индианците. Основни храни са сьомгата, елени и дребен дивеч, различни диви растения, горски плодове, ядки, семена и жълъдите. Основна обществена единица е семейството. Няколко свързани патриархални семейства образуват по-голяма група или село. През по-голямата част от годината семействата живеели в еднофамилни дървени домове от трупи и дъски от червен кедър, с централно огнище и вкопани в земята. Не са носели много дрехи. Мъжете обикновено ходели голи или използвали набедрена превръзка. Жените носели нещо като пола от две парчета еленова кожа и си татуирали брадата с три вертикални ивици. В студеното време и при пътуване обличали гамаши, наметала и мокасини. И двата пола носели косите си дълги и си слагали различни украшения на ушите.
Пристигат в северозападна Калифорния около 1000 г. и живеят сравнително изолирано от външни хора почти до средата на 19 век, с изключение на редките срещи с руски и испански кораби и американски трапери. По време на Калифорнийската златна треска през 1849 г. хиляди авантюристи и миньори пристигат в родината им. През 1864 г. американското правителство създава резервата Хупа (365,4 км2) в Хупа Вали за хупа и останалите групи в района. Днес малцина техни потомци живеят сред хупа в резервата Хупа.